# Aeroportul Santa Cecilia
Aeroportul Santa Cecilia (IATA: WSE, ICAO: SECE) este un aeroport din Sucumbíos⁠(d), Ecuador.
Situat la o altitudine de 324 m, aeroportul dispune de o singură pistă.